# Campionatele Europene de tenis de masă din 2014
Campionatele Europene de tenis de masă din 2014 au avut loc la Lisabona, Portugalia în perioada 124–28 septembrie 2014. Concursul a avut loc la MEO Arena. S-au desfășurat doar probele pe echipe masculine și feminine. La masculin, Portugalia a obținut primul ei titlu, iar la feminin, Germania a obținut cel de-al șaselea titlu.

## Rezumat medalii
| Probă            | Aur                                                                            | Argint                                                                              | Bronz                                                                                |
| Echipa masculină | Portugalia Tiago Apolónia Diogo Chen Marcos Freitas João Geraldo João Monteiro | Germania Patrick Baum Timo Boll Patrick Franziska Steffen Mengel Dimitrij Ovtcharov | Suedia Harald Andersson Pär Gerell Kristian Karlsson Jens Lundqvist Jon Persson      |
| Echipa masculină | Portugalia Tiago Apolónia Diogo Chen Marcos Freitas João Geraldo João Monteiro | Germania Patrick Baum Timo Boll Patrick Franziska Steffen Mengel Dimitrij Ovtcharov | Croația Andrej Gaćina Frane Tomislav Kojić Tomislav Kolarek Tomislav Pucar Tan Ruiwu |
| Echipa feminină  | Germania Han Ying Irene Ivancan Shan Xiaona Petrissa Solja Sabine Winter       | Austria Li Qiangbing Liu Jia Sofia Polcanova Amelie Solja                           | Suedia Linda Bergström Matilda Ekholm Li Fen Daniela Moskovits                       |
| Echipa feminină  | Germania Han Ying Irene Ivancan Shan Xiaona Petrissa Solja Sabine Winter       | Austria Li Qiangbing Liu Jia Sofia Polcanova Amelie Solja                           | Polonia Katarzyna Grzybowska Li Qian Natalia Partyka Kinga Stefanska                 |